# Sven Ariaans

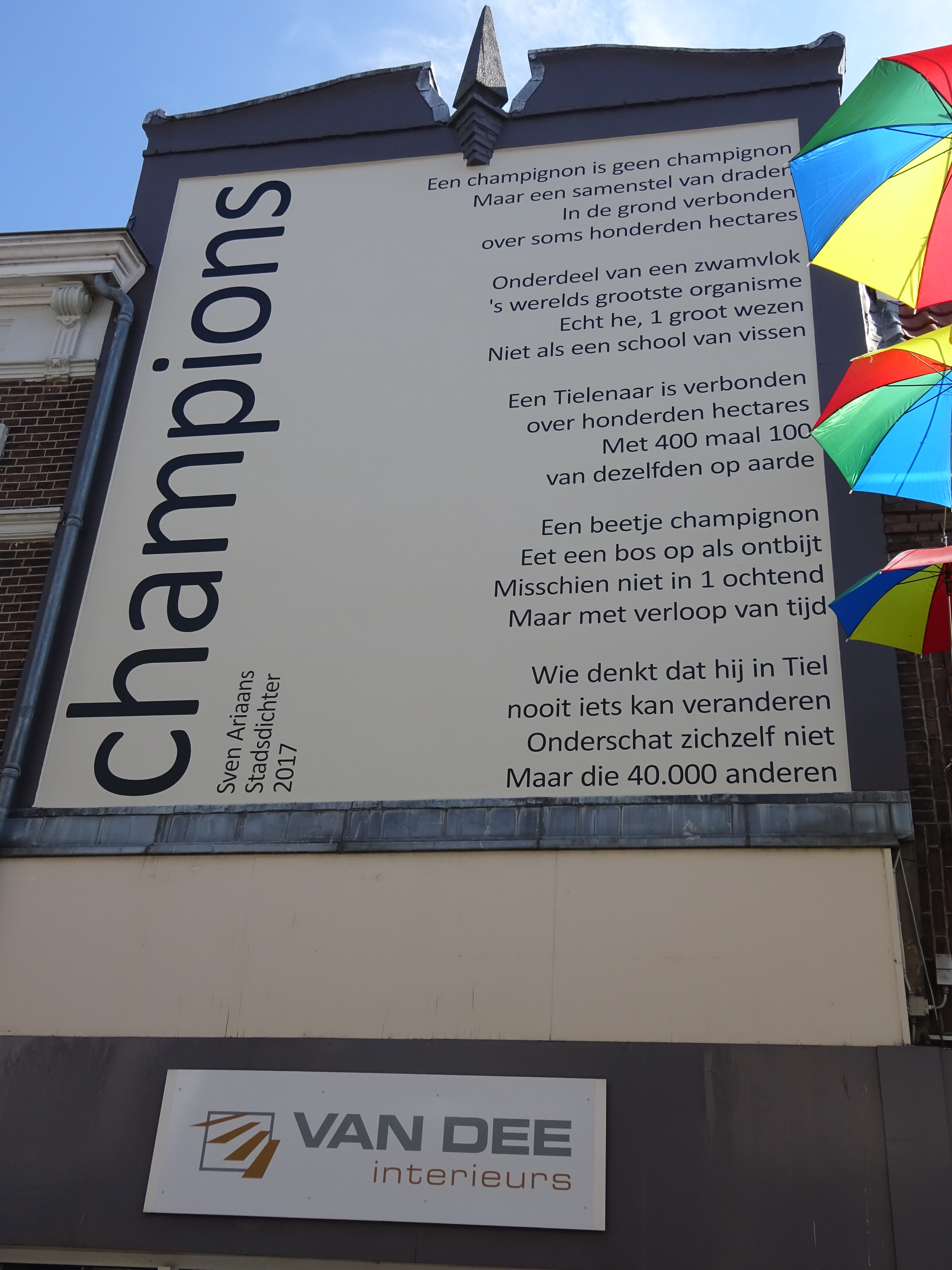
Gedicht van Sven Ariaans op een gevel in de Weerstraat, Tiel, 2017

Sven Ariaans (Tiel, 14 mei 1969) is een Nederlands slamdichter.

## Leven en werk
Ariaans is opgegroeid in Tiel-West. Hij begon zijn loopbaan als dichter door Engelse teksten te schrijven voor zijn bluesrockband Turn Left. Met hen trad hij als gitarist en zanger op in vele Nederlandse en Vlaamse popzalen. Tijdens zijn studie econometrie in Amsterdam ontwikkelde hij zich vanaf 1997 tot slamdichter. Hij omschrijft zijn gedichten als semi-autobiografische vertellingen en epische rap, waarbij de rol van intonatie, timing en mimiek van groot belang is. Zowel in 1998 als 1999 won hij de poëzieslag in het Amsterdamse eetcafé Festina Lente. In 2004 won hij het Nederlands Kampioenschap Poetry Slam in Nijmegen.
Als podiumdichter droeg hij voor op de Uitmarkt, Poetry International en het Lowlandsfestival. Hij won poetry slams in vele steden.
Ariaans speelde een hoofdrol in de documentaire ‘Slammers’, waarin vier podiumdichters werden gevolgd. Hij is jurylid van de Amsterdamse poëzieslag in Festina Lente en medeorganisator van de poëziemiddagen in Helmers.

## Andere werkzaamheden
Ariaans werkt als computerprogrammeur in Amsterdam. In Tiel is hij vooral bekend als organisator van het jaarlijkse muziekfestival Appelpop. In mei 2011 is hij uitgeroepen tot nachtburgemeester van Tiel. Wethouder Verspuij installeerde hem op 5 november 2011 tijdens Jazzy Tiel als stadsdichter voor de duur van twee jaar.

## Bron
Website iPoetry